# فهيم (اسم)
فهيم هو اسم علم مذكر من أصل عربي، ومعناه هو الكثير الفهم والإدراك.

## شخصيات تحمل الاسم
- فهيم حسين (31 يوليو 1942 – 29 سبتمبر 2009)
- فهيم فازلي (ممثل من الولايات المتحدة الأمريكية، 30 مايو 1966 – )

## وصلات خارجية
- موسوعة السلطان قابوس لأسماء العرب نسخة محفوظة 5 أبريل 2019 على موقع واي باك مشين.